# 演芸図鑑
『演芸図鑑』（えんげいずかん）は、NHK総合テレビジョンで放送されている演芸バラエティ番組である。

## 概要
日曜午後に放送されていた『笑いがいちばん』を継承する形で、放送枠を早朝に移して放送開始。日本を代表する笑芸人をナビゲーター（司会者）に迎え、図鑑のごとく、日本の演芸を視聴者に伝えるのがコンセプト。
ナビゲーターは一定期間のみ担当し、その都度番組タイトルを『○○の演芸図鑑』とする（「○○」にはナビゲーター名が入る）。当初、第1シーズンのナビゲーターには7代目立川談志が予定されていたが、体調不良のため収録前に番組を降板。代わって、当初談志とのトークコーナーゲストに予定されていた3代目三遊亭圓歌（元落語協会会長）がナビゲーターを務めることになった。
演芸コーナーは公開収録。ナビゲーターは演芸コーナーには出演せず、別のスタジオで番組を進行する。後半では「スペシャルトーク」と銘打ち、ゲストを迎えて対談を行う。
過去の芸人のアーカイブ映像も放送することがある。

## 各シーズンとナビゲーター
| 『演芸図鑑』歴代ナビゲーター一覧 | 『演芸図鑑』歴代ナビゲーター一覧 | 『演芸図鑑』歴代ナビゲーター一覧 | 『演芸図鑑』歴代ナビゲーター一覧            |
| シーズン                         | ナビゲーター                     | 放送期間                         | 備考                                        |
| -------------------------------- | -------------------------------- | -------------------------------- | ------------------------------------------- |
| 1                                | 三代目三遊亭圓歌                 | 2011年4月10日 - 6月12日          | 落語協会最高顧問                            |
| 2                                | 桂文珍                           | 2011年6月19日 - 9月4日           | 上方落語協会会員                            |
| 3                                | 春風亭小朝                       | 2011年10月9日 - 12月11日         | 落語協会真打ち                              |
| 4                                | 桂三枝                           | 2011年12月18日 - 2012年3月11日   | 上方落語協会会長                            |
| 5                                | 三代目三遊亭圓歌                 | 2012年4月1日 - 6月3日            | 通算2回目                                   |
| 6                                | 桂文珍                           | 2012年6月10日 - 8月26日          | 通算2回目                                   |
| 7                                | 立川志らく                       | 2012年9月30日 - 12月9日          | 落語立川流理事                              |
| 8                                | 四代目桂米丸                     | 2013年1月6日 - 3月10日           | 落語芸術協会最高顧問                        |
| 9                                | 六代目桂文枝                     | 2013年4月7日 - 6月9日            | 三枝改メ 通算2回目                          |
| 10                               | 三代目柳家権太楼                 | 2013年6月16日 - 8月18日          | 落語協会真打ち                              |
| 11                               | 桂文珍                           | 2013年10月13日 - 12月22日        | 通算3回目                                   |
| 12                               | 三遊亭小円歌                     | 2014年1月5日 - 3月23日           | 落語協会所属。女性および色物からの起用は初  |
| 13                               | 四代目柳亭市馬                   | 2014年4月6日 - 6月8日            | 落語協会副会長                              |
| 14                               | 六代目桂文枝                     | 2014年7月6日 - 9月21日           | 通算3回目                                   |
| 15                               | 柳家権太楼                       | 2014年10月26日 - 12月28日        | 通算2回目                                   |
| 16                               | 国本武春                         | 2015年1月11日 - 3月29日          | 浪曲師では初                                |
| 17                               | 桂文珍                           | 2015年4月5日 - 6月7日            | 通算4回目                                   |
| 18                               | 四代目柳亭市馬                   | 2015年7月26日 - 10月11日         | 通算2回目 落語協会会長                      |
| 19                               | 六代目桂文枝                     | 2015年10月18日 - 12月20日        | 通算4回目 上方落語協会会長                  |
| 20                               | 九代目林家正蔵                   | 2016年1月10日 - 3月27日          | 落語協会副会長                              |
| 21                               | 桂文珍                           | 2016年4月10日 - 6月12日          | 通算5回目                                   |
| 22                               | 立川志らく                       | 2016年7月10日 - 10月23日         | 通算2回目                                   |
| 23                               | 綾小路きみまろ                   | 2016年10月30日 - 2017年1月8日    | 漫談家では初                                |
| 24                               | 九代目林家正蔵                   | 2017年1月15日 - 3月19日          | 通算2回目 落語協会副会長                    |
| 25                               | 六代目桂文枝                     | 2017年4月9日 - 6月11日           | 通算5回目 上方落語協会会長                  |
| 26                               | 桂文珍                           | 2017年6月18日 - 8月20日          | 通算6回目 上方落語協会理事                  |
| 27                               | 六代目三遊亭円楽                 | 2017年9月24日 - 11月26日         | 五代目円楽一門会幹事長 落語芸術協会客員真打 |
| 28                               | 九代目林家正蔵                   | 2018年1月7日 - 3月11日           | 通算3回目 落語協会副会長                    |
| 29                               | 六代目桂文枝                     | 2018年4月8日 - 6月10日           | 通算6回目 上方落語協会会長                  |
| 30                               | 桂文珍                           | 2018年7月15日 - 9月23日          | 通算7回目 上方落語協会顧問                  |
| 31                               | 四代目柳亭市馬                   | 2018年10月14日 - 12月16日        | 通算3回目 落語協会会長                      |
| 32                               | 立川志らく                       | 2019年1月6日 - 3月10日           | 通算3回目                                   |
| 33                               | 六代目桂文枝                     | 2019年4月7日 - 5月19日           | 通算7回目 上方落語協会顧問                  |
| 34                               | 桂文珍                           | 2019年7月7日 - 8月18日           | 通算7回目 上方落語協会理事                  |
| 35                               | 九代目林家正蔵                   | 2019年10月6日 - 11月24日         | 通算4回目 落語協会副会長                    |
| 36                               | 立川志らく                       | 2020年1月5日 - 2月16日           | 通算4回目                                   |
| 37                               | 桂文珍                           | 2020年4月5日 - 8月23日           | 通算8回目 上方落語協会理事                  |
| 38                               | 九代目林家正蔵                   | 2020年10月4日 - 11月22日         | 通算5回目 落語協会副会長                    |
| 39                               | 六代目桂文枝                     | 2021年1月3日 - 1月10日           | 通算8回目 上方落語協会顧問                  |
| 40                               | 春風亭一之輔                     | 2021年1月24日 - 3月7日           | 落語協会所属                                |
| 41                               | 六代目桂文枝                     | 2021年4月4日 - 5月16日           | 通算9回目 上方落語協会顧問                  |
| 42                               | 桂文珍                           | 2021年7月4日 - 8月22日           | 通算9回目 上方落語協会理事                  |
| 43                               | 立川志らく                       | 2021年10月3日 - 11月14日         | 通算5回目                                   |
| 44                               | 九代目林家正蔵                   | 2022年1月9日 - 2月27日           | 通算6回目 落語協会副会長                    |
| 45                               | 六代目桂文枝                     | 2022年4月10日 - 5月22日          | 通算10回目 上方落語協会顧問                 |
| 46                               | 桂文珍                           | 2022年7月10日 - 8月21日          | 通算10回目 上方落語協会理事                 |
| 47                               | 立川志らく                       | 2022年10月9日 - 11月20日         | 通算6回目                                   |
| 48                               | 九代目林家正蔵                   | 2023年1月22日 - 3月5日           | 通算7回目 落語協会副会長                    |
| 49                               | 六代目桂文枝                     | 2023年4月16日 - 5月28日          | 通算11回目 上方落語協会顧問                 |
| 50                               | 桂文珍                           | 2023年7月16日 - 8月27日          | 通算11回目 上方落語協会理事                 |
| 51                               | 立川志らく                       | 2023年10月29日 - 12月17日        | 通算7回目                                   |
| 52                               | 九代目林家正蔵                   | 2024年1月28日 - 3月10日          | 通算8回目 落語協会副会長                    |
| 53                               | 六代目桂文枝                     | 2024年4月21日 - 6月2日           | 通算12回目 上方落語協会顧問                 |
| 54                               | 桂文珍                           | 2024年7月14日 - 9月15日          | 通算12回目 上方落語協会理事                 |
| 55                               | 立川志らく                       | 2024年10月27日 - 12月8日         | 通算8回目                                   |
| 56                               | 九代目林家正蔵                   | 2025年2月2日 - 3月9日            | 通算9回目 落語協会副会長                    |
| 57                               | 六代目桂文枝                     | 2025年4月27日 - 6月8日           | 通算13回目 上方落語協会顧問                 |
| 58                               | 桂文珍                           | 2025年7月20日 -                  | 通算13回目 上方落語協会理事                 |

- ナビゲーターの名前と備考欄の役職は放送当時のもの。
- 各シーズンおおむね10回前後。改編期までの調整のために、シーズン終了後、数週にわたって過去放送分の再放送を行うことがある（EPGでは「演芸図鑑・選」と題する）。
- 2014年12月28日午後にトーク総集編「極上のはなし」を、新収録部分[5]を交えて放送。

## 番組の構成
- オープニングトーク

白いホリゾントの中にナビゲーターが着席し、軽いトークをしてから出演者の紹介を行う。
- 演芸コーナー

観客を入れたスタジオで、毎回2〜3組の芸人（落語、漫才、色物など）がネタを披露する。東西の寄席に出演する芸人が主体だが、テレビで活躍する若手〜中堅もしばしば登場する。進行役はおらず、ナビゲーターも（最終回に自身が一席演じる以外は）出演しない。演目が始まると経歴をテロップで表示する。
- スペシャル対談（トークコーナー）

ナビゲーターとゲストの対談。対談は前後編に分けられ、2週続けて放送されることがほとんどである。和室のようなスタジオセットで収録されることが多い。和室の場合は両者ちゃぶ台をはさんで座布団に着席する。ゲストは襖を開けて和室に入ってくるのが原則だが、高齢者の場合は最初から着席している場合もある。
2012年からは年1回『極上のはなし 演芸図鑑スペシャル対談集』と題した総集編（特集番組）が放送されている。